# David Hilbert

Portret Hilberta z jednym z problemów Hilberta w tle.

David Hilbert (ur. 23 stycznia 1862 w Królewcu (Prusy Wschodnie), zm. 14 lutego 1943 w Getyndze) – niemiecki matematyk. W 1926 odznaczony Pour le Mérite za Naukę i Sztukę.
Rozwijał różne działy matematyki czystej i stosowanej jak:
- algebraiczna teoria liczb[1][2][5];
- analiza matematyczna, w tym teoria równań całkowych[2][5][6] i rachunek wariacyjny[2][5];
- podstawy geometrii i logiki matematycznej[1][2][5][6];
- fizyka matematyczna[5][1].

## Dokonania
Od 1886 pracował na uniwersytecie w Królewcu, w latach 1892–95 jako profesor. W 1895 objął stanowisko profesora na uniwersytecie w Getyndze, jednego z najważniejszych wówczas ośrodków myśli matematycznej na świecie. Początkowo pracował nad teorią niezmienników algebraicznych. Udowodnił w 1888 roku kluczowe dla tej teorii twierdzenie o istnieniu skończonej bazy dla układu niezmienników. W 1893 udowodnił podstawowe dla geometrii algebraicznej twierdzenie o zerach.
Hilbert zajmował się podstawami geometrii. Jego badania w tym zakresie ukazały nowe spojrzenie na tę tematykę. Wyniki swych badań opublikował w książce Grundlagen der Geometrie z 1899 roku (Podstawy geometrii), w której podał formalne aksjomatyczne ujęcie geometrii klasycznej. Ta przełomowa książka (do dziś wielokrotnie wznawiana i tłumaczona na inne języki) odcisnęła się na spojrzeniu współczesnych matematyków na geometrię i stanowi fundament geometrii aksjomatycznej oraz fundament filozoficzny geometrii.
Hilbert prowadził badania również w zakresie rachunku wariacyjnego oraz teorii równań całkowych. Doprowadziły one do powstania pojęcia przestrzeni Hilberta oraz innych pojęć analizy funkcjonalnej, w szczególności aparatu matematycznego mechaniki kwantowej.
W kręgu jego zainteresowań znajdowała się także teoria liczb. Na przykład w 1909 roku rozwiązał postawiony w 1770 roku problem Waringa.
W listopadzie 1915 wyprowadził (kilka dni przed Einsteinem) równania pola w ogólnej teorii względności. Nie były one „naprawdę ogólnie kowariantne”, w przeciwieństwie do równań teorii Einsteina, „która obejmowała wszystkie formy ruchu”.
Hilbert dążył do uniezależnienia logicznych systemów formalnych od ich strony znaczeniowej, do formalnej poprawności matematycznej . Przedstawił program sformalizowania logiki matematycznej – szukał sposobu zagwarantowania zupełności i niesprzeczności układu aksjomatów teorii matematycznej . Kurt Gödel wykazał w 1931 roku, że ten program jest niemożliwy do zrealizowania .
Znane są do dziś problemy Hilberta (które nadały nowe kierunki rozwoju XX-wiecznej matematyki i odegrały ogromną rolę w ukształtowaniu współczesnej problematyki badawczej matematyki) – przedstawił je Hilbert w 1900 roku na Międzynarodowym Kongresie Matematyków w Paryżu.
Hilbert był wszechstronnym matematykiem, poważnie traktującym swoje obowiązki dydaktyczne profesora uniwersytetu. Potwierdza to lista wykładów, które wygłosił w latach 1895–1930:

Teoria liczb, Liczby algebraiczne, Równania algebraiczne, Teoria niezmienników, Teoria wyznaczników, Teoria grup, Równania liczbowe, Rachunek różniczkowy i całkowy, Całki oznaczone i szeregi Fouriera, Teoria funkcyj, Funkcje eliptyczne, Równania różniczkowe, Równania różniczkowe cząstkowe, Rachunek wariacyjny, Równania całkowe, Równania różniczkowe liniowe, Równania różniczkowe cząstkowe liniowe, Teoria funkcyj nieskończenie wielu zmiennych, Funkcje automorficzne, Matematyczne metody fizyki nowoczesnej.
Geometria analityczna, Geometria rzutowa, Geometria kul i linii prostych, Linie i powierzchnie krzywe, Własności ogniskowe powierzchni stopnia drugiego, Teoria powierzchni, Płaskie krzywe algebraiczne, Ogólna teoria utworów algebraicznych, Geometria poglądowa, Podstawy geometrii euklidesowej, Zagadnienia podstaw geometrii.
Mechanika i geometria, Mechanika, Mechanika ośrodków ciągłych, Hydrodynamika, Mechanika statystyczna, Kinetyczna teoria gazów, Teoria promieniowania, Teoria elektronów, Drgania elektromagnetyczne, Teoria cząstkowa materii, Podstawy fizyki, Teoria względności, Mechanika kwantowa.
Teoria mnogości, Pojęcie liczby i kwadratura koła, O nieskończoności, Podstawy matematyki, Zagadnienia logiki matematycznej, Zasady logiczne myśli matematycznej, Podstawy logiki, Wiedza i myśl, Jedność poznania przyrodniczego, Metody myślenia nauk ścisłych, Przyroda a poznanie matematyczne, Wstęp do filozofii na podstawie współczesnych nauk przyrodniczych.

Hilbert miał wielu uczniów. Byli to, między innymi:
- Emanuel Lasker
- Hermann Weyl
- Hugo Steinhaus[2].

Prace Hilberta wywarły ogromny wpływ na rozwój nowoczesnej matematyki. Główne prace Hilberta to:
- Grundzüge einer allgemeinen Theorie der linearen Integralgleichungen (1912),
- Grundzüge der theoretischen Logik (1928, wspólnie z Ackermannem),
- Methoden der mathematischen Physik (1931–37, wspólnie z Courantem),
- Geometria poglądowa (1932, wydanie polskie 1956, wspólnie z Cohn-Vossenem),
- Grundlagen der Mathematik (1934–39, wspólnie z Bernaysem)[2].

Zmarł w wyniku pęknięcia wyrostka robaczkowego. Na jego nagrobku jest napisane "Musimy wiedzieć, będziemy wiedzieć" (w języku niemieckim) – słowa, które wypowiedział podczas jednego z wykładów.